# Cinismo (contemporáneo)

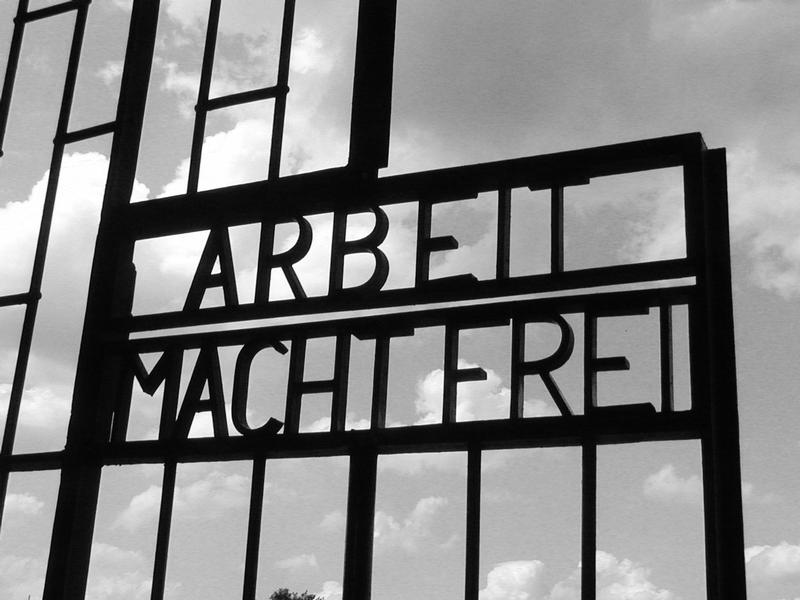
Lema a la entrada de un campo de exterminio alemánː «El trabajo os hará libres». Un terrible ejemplo de cinismo criminal. Los prisioneros que, ingenuamente, leyeran el cartel al entrar, podrían pensar que trabajando obtendrían la libertad, cuando en realidad el propósito era asesinarlos.

El cinismo es una actitud caracterizada por una desconfianza generalizada hacia los motivos de los demás. Un cínico puede tener una falta general de fe o esperanza en las personas a las que ve motivadas por la ambición, el deseo, la codicia, la gratificación, el materialismo, las metas o las opiniones que él percibe como vanas, inalcanzables o, en última instancia, sin sentido. El término deriva originalmente de unos antiguos filósofos griegos, los cínicos, que rechazaban los objetivos convencionales de riqueza, poder y honor. Practicaban un descarado inconformismo con las normas sociales en religión, modales, vivienda, vestimenta o decencia, y en cambio abogaban por la búsqueda de la virtud de acuerdo con una forma de vida simple y natural.
En el siglo XIX, el énfasis en los ideales ascéticos y la crítica de la civilización actual basada en su distancia con una civilización ideal o los aspectos negativistas de la filosofía cínica llevaron a que el término «cinismo» se entienda en la actualidad como «incredulidad en la sinceridad o la bondad de los motivos y acciones humanas».
El cinismo moderno es una desconfianza hacia los valores morales y sociales que se pregonan, especialmente cuando hay grandes expectativas incumplidas respecto a la sociedad, las instituciones o las autoridades. Puede manifestarse como resultado de la frustración, la desilusión o la desconfianza hacia organizaciones, autoridades y otros aspectos de la sociedad.
El cinismo a menudo se confunde con el pesimismo o el nihilismo, quizás debido a que comparten la falta de fe en la humanidad. Las diferencias entre los 3 es que el cinismo es una desconfianza por prudencia; mientras que el pesimismo, debido a un sentimiento de derrotismo, es la desconfianza en el éxito potencial. El nihilismo, por su parte, es la desconfianza general hacia la creencia de que hay cosas valiosas en la vida (incluida la vida misma). Por poner un ejemploː el pesimista cree que no se alcanzará una meta; el cínico cree que la meta que se dice querer alcanzar no es la que realmente se desea; el nihilista cree que no hay ninguna meta que merezca la pena alcanzar.
Calificar una conducta actual de «cinismo» puede ser fuertemente peyorativo. El primer significado que da la Real Academia Española es «desvergüenza en el mentir o en la defensa y práctica de acciones o doctrinas vituperables». Pero un comportamiento cínico no necesariamente implica mentir ni actuar inmoralmente. Véase la famosa frase de Groucho Marxː «Nunca formaría parte de un club que me aceptara como miembro». No es una mentira. Es una broma, destinada a hacer gracia a quien la escuche, y transmite un mensaje de humildad, de no tomarse demasiado en serio. Los cínicos pueden ayudar a identificar un problema y, al dudar de las intenciones de otras personas, tomar precauciones que luego pueden revelarse necesarias.

## Descripción general
El cinismo moderno se ha definido como una actitud de desconfianza hacia los valores éticos y sociales pretendidos y un rechazo a la necesidad de implicarse socialmente. Es pesimista sobre la capacidad de los seres humanos para tomar decisiones morales correctas. Un antónimo es ingenuidad. El cinismo moderno a veces se considera un producto de la sociedad de masas, especialmente en aquellas circunstancias en las que el individuo cree que hay un conflicto entre los motivos y metas declarados de la sociedad y los reales.

## Evaluación crítica
El cinismo puede aparecer más activo en la depresión. En su libro superventas Crítica de la razón cínica (1983, cuyo título es un remedo de la obra fundamental de Emmanuel Kant, Crítica de la razón pura), Peter Sloterdijk definió a los cínicos modernos como «melancólicos al límite, que pueden mantener sus síntomas de depresión bajo control y aun así conservar la capacidad de trabajar, pase lo que pase... De hecho, esta es la condición esencial de los cínicos modernos: su capacidad para trabajar, a pesar de cualquier cosa que pueda suceder». «Melancolía» es un término del pasado, que ya no se utiliza médicamente, para describir un estado depresivo. Eso sí, se define médicamente un subtipo de depresión llamado depresión melancólica.
Un aspecto activo del cinismo implica el deseo de denunciar la hipocresía y señalar las brechas entre los supuestos ideales y las prácticas reales. George Bernard Shaw lo expresó de manera sucinta: «El poder de la observación precisa es comúnmente llamado cinismo por aquellos que no lo tienen».

## Efectos en la salud
Un estudiopublicado en la revista Neurology en 2014 encontró una asociación entre demencia y niveles altos de «desconfianza cínica» en la vejez (interpretada y medida en el estudio en términos de hostilidad). La encuesta incluyó a 622 personas a las que se les hicieron pruebas de demencia durante un período de 8 años. En ese período, 46 personas fueron diagnosticadas con demencia. «Una vez que los investigadores ajustaron otros factores que podrían afectar el riesgo de demencia, como la presión arterial alta, el colesterol alto y el tabaquismo, las personas con altos niveles de desconfianza cínica tenían 2 veces más probabilidades de desarrollar demencia que las personas con bajos niveles de cinismo. De las 164 personas con altos niveles de cinismo, 14 desarrollaron demencia, en comparación con 9 de las 212 personas con bajos niveles de cinismo».
Las investigaciones también han demostrado que el cinismo está relacionado con sentimientos de falta de respeto. Según un estudio publicado en el Journal of Experimental Psychology: General en 2020 , «las experiencias cotidianas de falta de respeto elevaban las creencias cínicas y viceversa. Además, los individuos cínicos tendían a tratar a los demás con falta de respeto, lo que a su vez predecía un trato más irrespetuoso por parte de los demás».

## En política
En un artículo de 1996, JN Cappella y KH Jamieson afirmaron que «el escepticismo saludable puede haber dado paso a un cinismo corrosivo». El cinismo respecto al gobierno o a política puede conducir lógicamente a una desafección hacia la política y a que, en la práctica, los cínicos sean políticamente impotentes (al no participar en política, no pueden defender sus intereses). En 2013, el político conservador y teórico político William Bennett advirtió que Estados Unidos podría «desmoronarse desde dentro; que nos volveríamos cínicos y nos retiraríamos».

### Posibles efectos
Un experimento y un artículo de 2004 titulado Los efectos de las noticias estratégicas sobre el cinismo político, las evaluaciones de temas y el apoyo a las políticas: un experimento de dos ondas descubrieron que la forma en que los medios de comunicación presentan las noticias puede causar cinismo político. El experimento también demostró «una relación negativa entre eficacia y cinismo, lo que sugiere que los ciudadanos eficaces tenían menos probabilidades de ser cínicos acerca de la política». Se descubrió que las noticias objetivas y «centradas en los temas de discusión» no causaban cinismo político, pero sí las «noticias estratégicas» y las «noticias sobre juegos políticos». Estos 2 últimos tipos de noticias resaltan: «...las estrategias y tácticas políticas barriobajeras», «...la cobertura de los motivos y personalidad de los candidatos, los desacuerdos entre partidos, candidatos o votantes, y la presencia de las votaciones en las noticias» o «posicionar al electorado como espectadores y a los candidatos como actores».

## Cinismo social
El cinismo social resulta de grandes expectativas respecto de la sociedad, las instituciones y las autoridades; las expectativas incumplidas conducen a la desilusión, que genera sentimientos de decepción y traición.
En las organizaciones, el cinismo se manifiesta como una actitud general o específica, caracterizada por la frustración, la desesperanza, la desilusión y la desconfianza respecto de las organizaciones económicas o gubernamentales, los directivos u otros aspectos del trabajo.

## Cinismo y humor
Hay una estrecha relación entre cinismo y humorː numerosas frases con intención humorística pueden considerarse cínicas. Muchos grandes cómicos son al menos parcialmente cínicos. El humor proporciona al cínico una válvula de escape para soportar una realidad que no acepta.